# Jintao
Jintao (kinesiska: 金淘) är en köping i sydöstra Kina. Den ligger i Nan'an i staden Quanzhou i provinsen Fujian,, omkring 140 kilometer sydväst om provinshuvudstaden Fuzhou. Antalet invånare är 58 429. Befolkningen består av 29 745 kvinnor och 28 684 män. Barn under 15 år utgör 16,0 %, vuxna 15-64 år 74 %, och äldre över 65 år 9,0 %.